# Kolorimetr

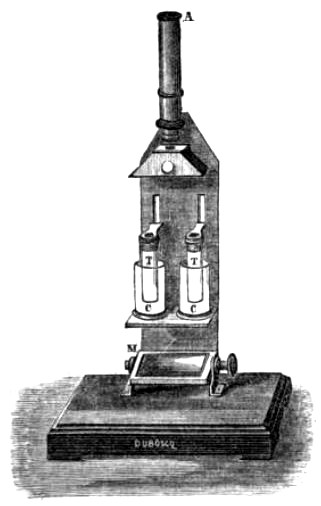
Duboscqův kolorimetr, 1870

Kolorimetr je měřicí přístroj k barevným měřením a chromatičnosti světelných zdrojů.
Přístroj zvaný kolorimetr slouží také k analýze roztoků.

## Princip
Princip je podobný jako při měření osvětlenosti luxmetry. Rozdíl spočívá v tom, že použité fotočlánky v hlavici kolorimetru mají speciální filtry s upravenou spektrální citlivostí se zřetelem na trichromatické složky. Hodnoty fotoproudů jsou pak přímo úměrné trichromatickým složkám X, Y a Z a trichromatická složka Y je rovna osvětlenosti.

## Historie
Kolorimetr vynalezl Jules Duboscq.